# Smith Village
Smith Village ist eine Gemeinde (Town) in Oklahoma. Das U.S. Census Bureau hat bei der Volkszählung 2020 eine Einwohnerzahl von 49 ermittelt. Die Kommune ist ein Vorort von Oklahoma City und gehört zum Oklahoma County.

## Geographie
Der nur 0,1 km² große Ort befindet sich im urbanen Vorstadtgürtel um Oklahoma City. Smith Village hat einen rechteckigen Grundriss von etwa 400 m mal 200 m. Im Westen grenzt die Gemeinde an Oklahoma City, an den anderen drei Seiten wird sie von Del City umgeben. Die Südgrenze bildet die South East 15th Street.

## Geschichte
Smith Village entstand nach dem Zweiten Weltkrieg. Rose Henrietta Smith, nach welcher der Ort benannt ist, hatte eine 20 Acre große Farm geerbt und begann ab 1949 aus ihrem Besitz ein ländliches Wohngebiet zu entwickeln. Als diese Siedlung 1952 an Del City angeschlossen werden sollte, entschieden sich die Bewohner stattdessen für die Selbstverwaltung. 